# Die Frage der Laienanalyse

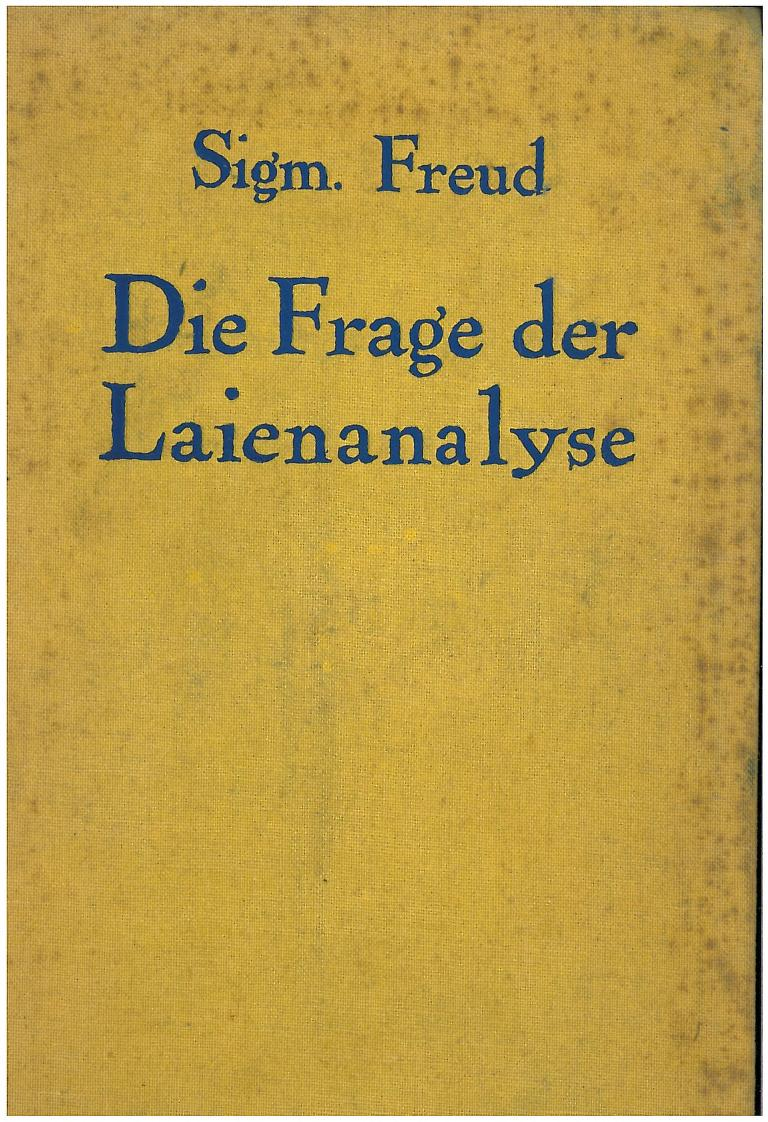
Erstausgabe 1926

Die Frage der Laienanalyse ist eine 1926 im Internationalen Psychoanalytischen Verlag erschienene Schrift Sigmund Freuds. Sie trägt den Untertitel: Unterredungen mit einem Unparteiischen.

## Vorgeschichte
Mit der Schrift nahm Freud zu einer Debatte Stellung, zu der die sich formierenden psychoanalytischen Ausbildungsinstitute und Organisationen unterschiedliche Positionen vertraten. Kernpunkt war die Frage, ob auch Nicht-Ärzte, also medizinische Laien, über eine qualifizierte psychoanalytische Ausbildung Zugang zur psychoanalytischen Krankenbehandlung bekommen sollten oder ob dies den Ärzten vorbehalten bleiben soll. Anlass war eine Anklage der Wiener Behörde gegen den nichtärztlichen Psychoanalytiker Theodor Reik wegen Kurpfuscherei, zu der Freud ein Reik unterstützendes Gutachten geschrieben hatte. Das Verfahren gegen Reik wurde eingestellt. Freud selbst war der Auffassung, dass dies nicht aufgrund der Schrift oder seines Gutachtens geschah und auch nicht als generelle Entscheidung des Wiener Gerichts zu dieser Frage anzusehen war, sondern lediglich aus Gründen der nicht vertrauenswürdigen Klage so entschieden wurde.

## Form und Inhalt

### Form
Eine Besonderheit stellt die Form der Schrift dar, die als Dialog zwischen einem „Unparteiischen“ und Freud selbst gestaltet ist. Dabei vergegenwärtigt Freud den Unparteiischen als fragend, mal ungeduldig, mal aufmerksam, interessiert, mal zweifelnd und kritisch, mal verstehend. Dies ermöglicht ihm selbst nach dem Vorbild einer sokratisch-platonischen Dialogform die Besonderheiten der neuen Behandlungsform nach und nach darzulegen und dem Leser didaktisch zu vermitteln. Anhand einiger kurzer Schilderungen über die von Patient oder Patientin typischerweise vorgetragenen Leidenszustände begründet Freud diese Form der Vermittlung damit, dass es nicht möglich sei, die Behandlungsform über die direkte Teilnahme kennenzulernen, weil ein anwesender Zuhörer als Dritter unweigerlich die vertrauensvolle Behandlungssituation zwischen Patient und Analytiker zerstören würde.

### Einleitung
In der Einleitung hebt der Autor den zeitlichen und örtlichen Anlass seiner Schrift hervor. Die Frage, ob Nicht-Ärzte eine psychoanalytische Krankenbehandlung durchführen dürften, sei rechtlich nur in Österreich und Frankreich eine praktische Frage, während es in Deutschland und Amerika keine präventiven gesetzlichen Vorgaben zur Krankenbehandlung gebe. 1926 gab es noch keine weiteren Formen der von Freud so bezeichneten psychischen Behandlung, sodass sich die hier berührte rechtliche Frage der Zulassung zur Psychotherapie historisch erstmals stellte. Im weiteren Verlauf des Textes tritt die rechtliche Frage hinter einer allgemeinen, nicht mehr zeit- und ortsgebundenen Darlegung dessen zurück, was Psychoanalyse als Behandlungsform bedeute und wodurch sie sich von einer üblichen medizinischen Behandlung unterscheide.

### Erstes Kapitel
Im ersten Kapitel charakterisiert Freud die analytische Behandlungsmethode als einen bloßen Austausch von Worten: „Es geht nichts anderes zwischen ihnen vor, als daß sie miteinander reden.“ Gegenüber einer von ihm vermuteten Geringschätzung des Wortes als Behandlungsmittel verteidigt er dieses als „mächtiges Instrument“, mit dem Menschen einander ihre Gefühle kundtäten und auf einander Einfluss nähmen. Worte könnten wohltun oder verletzen und im Sinne einer Mäßigung gegenüber der Tat wirkten sie als kultureller Fortschritt. Er schränkt aber auch ein, dass der Einfluss durch Worte auf die Symptome des Patienten keine Zauberei sei, denn dafür dauerten die Behandlungen zu lange und seien zu mühsam. Als Voraussetzung für das Funktionieren der Behandlung erläutert er das Prinzip des freien Einfalls und die Notwendigkeit, dass der Patient sich offen mitteile. Er erwähnt aber auch, dass dies regelmäßig durch das Auftreten von Widerständen gehemmt werde, deren Bearbeitung ebenso Teil der Behandlung sei. Dadurch unterscheide sich die Analyse von der Hypnose. Im Unterschied zu ihr werde Suggestion nicht länger als Förderin der Behandlung angesehen, ebenso wenig helfe es, dem Patienten seine Schuldgefühle oder Befürchtungen auszureden oder seine Ängste zu beschwichtigen. Dem Unparteiischen gibt er die Rolle eines Menschen, der zu verstehen beginnt, dann wieder verwirrt ist, in Frage stellt oder Vergleiche findet, durch die sich der Gedanke mehr und mehr entfalten kann.

### Zweites Kapitel
Freud bemerkt seinem fiktiven Gesprächspartner gegenüber, dass sich mit der äußerlichen Beschreibung der Behandlungssituation das Wesentliche nicht vermitteln lasse und macht ihm gegenüber nun Mitteilungen zu der psychologischen Lehre, die das praktische Vorgehen steuere. Er betont, dass diese kein fertiges System sei, sondern sich langsam entwickele und in „stetem Kontakt mit der Beobachtung fortwährend modifiziert“ habe sowie weiter in Bewegung sei: „Wissenschaft ist keine Offenbarung, sie entbehrt, lange über ihre Anfänge hinaus, der Charaktere der Bestimmtheit, Unwandelbarkeit, Unfehlbarkeit, nach denen sich das menschliche Denken so sehr sehnt.“ Nach einer Abgrenzung gegenüber der Psychologie des 19. Jahrhunderts betont er die Bedeutung der Beschäftigung mit den Störungen des Seelischen, den Alltagsphänomenen und den Träumen, die in der bisherigen Psychologie vernachlässigt worden seien. Anhand von Metaphern legt er dem Unparteiischen das Strukturmodell der Psyche dar. Das paradigmatische Modell von Es, Ich und Über-Ich ermöglicht ihm dann die Erläuterung der seelischen Konflikte, die alle Menschen durch die verschiedenen Strebungen der drei Instanzen kennen und die bei den Kranken lediglich verstärkt aufträten. Den Unparteiischen lässt der Autor hier die Position der bisherigen Psychologie vertreten und kritisch einwenden, dass ein solcher Konflikt nicht vorstellbar sei, weil doch alle seelischen Akte bewusst seien. Demgegenüber führt Freud als paradigmatische Voraussetzung die Existenz unbewusster seelischer Vorgänge ein, was den Unparteiischen nicht überzeugt.

### Drittes Kapitel
Das dritte Kapitel beginnt mit der drängend vorgetragenen Forderung des Unparteiischen, Freud möge ihm die Entstehung der „nervösen Leiden“ aus der psychoanalytischen Theorie darlegen. Unterbrochen von Ermahnungen des Unparteiischen wie „Sie werden zu gelehrt, ich verstehe Sie nicht.“ erläutert Freud sein Verständnis der Psychodynamik zwischen den natürlichen Triebimpulsen und den gesellschaftlichen Anforderungen. Er beschreibt dies als einen kulturbildenden Konflikt zwischen dem Es und der Realität der Außenwelt, der sich im Falle der Neurosen nur dadurch vom Gesunden unterscheide, dass das Ich sich zur Aufhebung des Konfliktes unzureichender Mittel bediene. Als ein solches bezeichnet er hier Verdrängung, die bereits in der Kindheit zur Bewältigung des Konfliktes vollzogen worden sei. Von da aus skizziert er als Ziel der psychoanalytischen Behandlung, das Ich von den Einschränkungen durch die unbewusst gebliebenen Verdrängungen zu befreien und ihm die Herrschaft über das Es wiederzugeben. Der Weg dorthin führe über die Bewusstmachung der vergessenen Konfliktsituationen, die Bearbeitung der natürlichen Widerstände gegen die Aufdeckung und letztlich die Überwindung kindlicher Ängste durch die erstarkten Kräfte des Ichs des nun Erwachsenen.

### Viertes Kapitel
Erst im vierten Kapitel nähert sich Freud im Zusammenhang mit der Bedeutung der Sexualität in der Behandlung neurotischer Patienten explizit der Frage der Laienanalyse. Als Argument für die Position, dass ausschließlich Ärzten die Durchführung von Analysen gestattet sein sollten, bringt der Unparteiische vor, dass über die intimsten sexuellen Dinge gesprochen werde. Nach einer ausführlichen Debatte darüber, ob die Bedeutung der Sexualität für die Entstehung der Neurosen ein erst durch die Psychoanalyse hervorgerufenes Artefakt sei oder ein Phänomen, auf das die Analyse regelmäßig durch die Erzählungen der Patienten stoße, konstatiert Freud, dass dies das zentrale Thema für die Feindseligkeit der Psychoanalyse gegenüber sei. Er referiert die diesbezüglich abweichenden Positionen seiner ehemaligen Schüler Carl Gustav Jung und Alfred Adler. Erstere löse die Sexualität in etwas Abstraktes, Mystisches auf, letztere reihe sie gleichwertig in die Bedürfnisse nach Macht und Herrschaft ein. Ausführlich erörtert Freud die Bedeutung der frühkindlichen Sexualität, ihre Unterschiede zur Sexualität der Erwachsenen, die Bedeutung des Ödipuskomplexes und die gesellschaftliche Abwehr gegen diese Entdeckungen.

### Fünftes Kapitel
Erst mit Beginn des fünften Kapitels kommt der Autor auf die Ausgangsfrage zurück und lässt den Unparteiischen mit eigenen Worten darstellen, wie er sich nun das Verfahren der Analyse vorstelle. In der Antwort des Unparteiischen finden sich die Grundregeln der psychoanalytischen Behandlung konzentriert zusammengefasst, wozu Freud lediglich die Deutung des vom Patienten eingebrachten Materials (Einfälle, Erinnerungen, Träume) durch den Analytiker als bedeutsamen methodischen Schritt ergänzt. Er lässt sein Gegenüber ausrufen: „Deuten! Das ist ein garstiges Wort. Das höre ich nicht gerne. Damit bringen Sie mich um alle Sicherheit. Wenn alles von meiner Deutung abhängt, wer steht mir dafür ein, daß ich richtig deute? Dann ist doch alles meiner Willkür überlassen.“ Dies wird nun genutzt, um die Bedeutung der Lehranalyse für die Ausbildung zum Analytiker darzustellen, insbesondere auch für eine verantwortliche Handhabung von Übertragung und Gegenübertragung. Das Kapitel schließt mit einer Übersicht über die damaligen Ausbildungsinstitute und der Ausbildung in Psychoanalyse, als deren entscheidende Merkmale Freud nennt: die eigene Lehranalyse, die Psychologie des Unbewussten, die Wissenschaft des Sexuallebens, die Deutungskunst, den Umgang mit Widerstand und Übertragung. Er schlussfolgert, dass derjenige, der diese Grundlagen erlernt habe, auf dem Gebiet der Psychoanalyse keine Laie mehr sei, sondern befähigt, die Behandlung neurotischer Störungen durchzuführen.

### Sechstes Kapitel
In diesem Kapitel spricht sich Freud für eine ausschließliche Zulassung zur Psychoanalyse auf der Grundlage einer spezifischen Ausbildung in Psychoanalyse aus. Abweichend von formalrechtlichen Festlegungen definiert er, dass Kurpfuscher sei, wer eine Behandlung unternehme, ohne die dazu erforderlichen Kenntnisse und Fähigkeiten zu besitzen, dass dies aber im Falle der Psychoanalyse häufig die Ärzte selbst seien. Er kritisiert, dass im Bereich der Psychologie und Medizin häufig eine Wissenschaft gegen die andere ausgespielt werde und zeigt die unterschiedlichen Spezifikationen der beiden Wissenschaften auf, weshalb die Ausbildung zum Arzt eher schlecht auf eine Tätigkeit im Bereich des Psychologischen vorbereite, im Unterschied zu anderen Fachgebieten wie der Chirurgie oder Augenheilkunde. Daneben äußert er sich in diesem Kapitel kritisch zu Zeitphänomenen wie dem Okkultismus, der Parapsychologie und den Praktiken der Christian Science.

### Siebtes Kapitel
Freud konstatiert die unterschiedlichen Meinungen zur Frage der Laienanalyse innerhalb der psychoanalytischen Gemeinschaft und erwähnt ärztliche Standesinteressen als mögliche Gründe für die Ablehnung der Laienanalyse. Er geht dann auf die Problematik der Differenzialdiagnose zwischen psychogenen und somatogenen Ursachen bei gleichen Krankheitssymptomen ein und macht zur Bedingung, dass bei Laienanalytikern zuvor eine ärztliche Diagnose einzuholen sei. Er hebt hervor, dass eine ärztliche Mitbehandlung körperlicher Leiden ebenso angezeigt sein könne, was aufgrund der technischen Regeln der psychoanalytischen Behandlung durch Ärzte ebenso der Fall sei, da sich die beiden Rollen der Durchführung der Analyse und der körperlichen Untersuchung und Behandlung ausschlössen. Freud entwirft abschließend eine Ausbildung zum Psychoanalytiker, die sowohl ausgewählte medizinische Fachgebiete als auch kulturwissenschaftliche Fächer, wie Kulturgeschichte, Mythologie, Religionspsychologie und Literaturwissenschaft umfassen sollten. Der Befürchtung, die Psychoanalyse könne von der Medizin „verschluckt“ werden, stellt er die Vision einer „Tiefenpsychologie“ gegenüber, die als Lehre vom Unbewussten auch in den Fachgebieten der Kulturwissenschaften, Religion, Gesellschafts- und Sprachwissenschaften von Nutzen sein könne. Gesondert erwähnt er jenseits des medizinischen Arbeitsfeldes das der Pädagogik und schlägt für die dort Tätigen die Begriffe des „pädagogischen Analytikers“ oder „analytischen Pädagogen“ vor.

### Nachwort
Neben Bemerkungen zum aktuellen Anlass der Schrift und den unterschiedlichen Positionen der analytischen Institute liegt der Schwerpunkt des Nachworts auf dem Anliegen Freuds, die Psychoanalyse als ein Fundament der Psychologie zu verorten und nicht als ein Teilgebiet der Medizin. Zugleich sieht er mit einem Junktim zwischen Heilen und Forschen die Psychoanalyse an die psychotherapeutische Tätigkeit gebunden. Er bezeichnet den Analytiker als eine Art „weltlichen Seelsorger“ und grenzt diesen vom kirchlichen dadurch ab, dass die „Befreiung von Lebenshemmnissen“ nicht in der Herstellung von Gläubigkeit liege, sondern darin, „ihn aus seinem eigenen Inneren (zu) bereichern, indem wir seinem Ich die Energien zuführen, die durch Verdrängung unzugänglich in seinem Unbewußten gebunden sind, und jene anderen, die das Ich in unfruchtbarer Weise zur Aufrechterhaltung der Verdrängungen verschwenden muß.“

## Veröffentlichungsgeschichte
Die Schrift erschien erstmals 1926 in Buchform im Internationalen Psychoanalytischen Verlag (Leipzig, Wien, Zürich) und 1928 im selben Verlag in Gesammelte Schriften, Band XI. In englischer Sprache wurde sie erstmals 1927 von Brentano’s in New York veröffentlicht, übersetzt von A. Paul Marker-Branden mit einem Vorwort von Sándor Ferenczi. 1928 folgte eine Übersetzung ins Französische durch Marie Bonaparte, erschienen in Les document bleus, No 45 bei Librairie Gallimard in Paris, sowie ins Spanische durch Lusi Lopez Ballesteros y de Torres, erschienen im Band XII der Biblioteca Nueva in Madrid. 1932 erschien eine Ausgabe in japanischer Sprache.
Seither erscheint das Werk mehrfach unverändert in verschiedenen Ausgaben. 2002 erschien eine englische Ausgabe unter dem Titel Wild analyses (dt. Wilde Analyse). Im Reclam-Verlag erschien 2019 eine Ausgabe in der preisgünstigen Reihe Reclams Universal-Bibliothek.
Im Jahre 2023 erschien im Verlag Turia + Kant eine kommentierte Neuausgabe der Schrift, die von Marcus Coelen, Monique David-Ménard und Mai Wegener unter dem Titel Die Freiheit der Psychoanalyse besorgt wurde.

## Rezeption
Es handelt sich um eine seit Erscheinen durchgängig rezipierte Schrift, die aufgrund ihrer Form und Stilistik neben ihrer speziellen Thematik auch als leicht lesbare allgemeine Einführung in die Freudsche Psychoanalyse gilt, die eine Zusammenfassung aller wichtigen Grundlagen der Freudschen Psychoanalyse enthält.
Eine erste veröffentlichte Kontroverse zur Frage der Laienanalyse findet sich 1927, ein Jahr nach Erscheinen der Schrift, in den Heften 2 und 3 der Internationalen Zeitschrift für Psychoanalyse. Es meldeten sich 26 einzelne Psychoanalytiker zu Wort sowie die Psychoanalytischen Institute Budapest und New York. Von den 21 ärztlichen Psychoanalytikern sprachen sich 10 für und 11 gegen die Laienanalyse aus, 5 der Autoren gehörten selbst zur Gruppe der Laienanalytiker. Die jeweiligen Argumente griffen im Wesentlichen die bereits von Freud genannten auf. Zu den bekannteren Laienanalytikern in der Anfangszeit der Psychoanalyse gehörten August Aichhorn, Janine Chasseguet-Smirgel, Suzanne Cassirer-Bernfeld, Georges Devereux, Erik Erikson, Anna Freud, Melanie Klein, Oskar Pfister, Otto Rank, Géza Róheim, Theodor Reik, Ella Freeman Sharpe, James Strachey und Robert Wälder. Im Unterschied zu den Wiener Psychoanalytikern stand das Berliner Psychoanalytische Institut der Aufnahme von Laienanalytikern eher skeptisch gegenüber, dennoch erkannten auch sie einzelne Laienanalytiker an, wie Hermine Hug-Hellmuth für den Bereich der Kinder und Jugendlichen oder den Philosophen Carl Müller-Braunschweig.
Die Schrift findet bis in jüngste Zeit Erwähnung, wenn es um die Verortung der Psychoanalyse und um berufsrechtliche Fragen im Hinblick auf die Durchführung von Psychoanalyse, später auch von Psychotherapie allgemein, geht. Ferner dient sie als Referenz für die Etablierung einer eigenständigen Psychotherapiewissenschaft als humanwissenschaftliche Disziplin und die kulturkritischen Aspekte der Psychoanalyse.
Neben einer Reihe von historischen Auseinandersetzungen wird auf die Schrift in Diskursen zur Bedeutung des psychoanalytischen Denkens außerhalb der Medizin zurückgegriffen, so im Kontext der psychoanalytischen Sozialforschung, der Anthropologie oder der Epistemologie.